# Nassau Berg
Il Nassau Berg (569 m) è un monte in Suriname del Massiccio della Guiana. Il nome le fu dato dagli olandesi in onore della casa regnante nei Paesi Bassi Orange-Nassau, il monte non si trova lontano dal lago di Brokopondo.